# Insenatura di Walcott
L'insenatura di Walcott (in inglese Walcott Inlet) è un estuario situato nella regione del Kimberley, nell'Australia Occidentale. Sfocia nella baia di Collier, nell'Oceano Indiano, attraverso uno stretto varco noto come canale di Yule.

## Storia
L'insenatura fu denominata in tal modo il 19 giugno 1865 da Trevarton Charles Sholl in onore di Stephen Walcott, commissario del governo per l'emigrazione, durante una spedizione esplorativa di breve durata all'insediamento di Camden Harbour (nella baia di Camden).

### Etimologia
Il nome "Yule" deriva probabilmente da un missionario presbiteriano chiamato Dr. John S. Yule, che tentò di fondare una stazione missionaria vicino all'insenatura di Walcott, che fu abbandonata subito dopo dai missionari laici inviati lì in seguito, Robert e Frances Wilson, a causa della mancanza di acqua dolce nel sito.

## Caratteristiche
L'insenatura è lunga 66 km (41 mi), larga 9 km (5,6 mi) e copre un'area di 257 km² (99 miglia quadrate). È dominata dalle maree, ma in condizioni quasi incontaminate, con un bacino idrografico di 12.732 chilometri quadrati (4.916 miglia quadrate). L'ingresso all'insenatura, noto come canale di Yule, è lungo 9 km (5,6 miglia) e largo appena 450 m. L'escursione media della marea alla foce è di 6,52 m, ma può raggiungere addirittura gli 11 metri, provocando turbolenze, forti flussi di marea e vortici.
Tre grandi fiumi sfociano nell'estremità orientale dell'insenatura attraverso il canale di Yule: il Charnley, il Calder e l'Isdell. Il Charnley River–Artesian Range Wildlife Sanctuary e la riserva indiana di Wilinggin si trovano vicino all'insenatura.